# Iryna Palchykova
Iryna Havrylivna Palchykova-Biletska (em ucraniano, Ірина Гаврилівна Пальчикова-Білецька: Kiev, 22 de março de 1959) é uma ex-handebolista soviética, campeã olímpica.

## Carreira
Ela fez parte da geração soviética campeã das Olimpíada de Moscou 1980, com 5 partidas e 4 gols.